# Kaukaskie Liniowe Wojska Kozackie
Kaukaskie Liniowe Wojska Kozackie (ros. Кавказское линейное казачье войско) – wojsko kozackie utworzone w 1832 na Północnym Kaukazie. 
Podstawą formowania było pięć pułków kozackich, stacjonujących wzdłuż lewego brzegu rzeki Terek od jej ujścia do miasta Mozdok:
- Kizlarski Pułk Kozacki
- Tersko-Siemiejny Pułk Kozacki
- Griebienski Pułk Kozacki
- Mozdokski Pułk Kozacki
- Gorski Pułk Kozacki

i pięć kozackich pułków linii azowsko-mozdockiej:
- Wołżański Pułk Kozacki
- Kaukaski Pułk Kozacki
- Stawropolski Pułk Kozacki
- Chopiorski Pułk Kozacki
- Kubański Pułk Kozacki.

Do wojsk kaukaskich zostały także przekazane Sunżeński Pułk Kozacki, 1 i 2 Władykaukaski Pułk Kozacki (utworzone w 1831 pod nazwą Małorosyjskie Pułki Kozackie).
Razem z kozakami czarnomorskimi bronili Linii Azowsko-Mozdockiej, współpracując z Kozackim Samodzielnym Korpusem w walkach z góralami Północnego Kaukazu.
W 1838 pułki Kizlarski i Tersko-Siemiejny zostały połączone, w 1840 utworzono Łabinski Pułk Kozacki, a w 1850 Urupski Pułk Kozacki. Wraz ze wzrostem liczebności wojska (w połowie XIX wieku ponad 300 tysięcy) w 1846 większość pułków została przeformowana w brygady - w 1860 Kaukaskie Wojska składały się z 9 brygad i 4 samodzielnych pułków. 
W 1860 Kaukaskie Wojska zostały rozdzielone: jedna część utworzyła Tereckie Wojsko Kozackie, druga część razem z Czarnomorskim Wojskiem Kozackim weszła w skład ponownie utworzonego Kubańskiego Wojska Kozackiego. 